# Старе Брусно

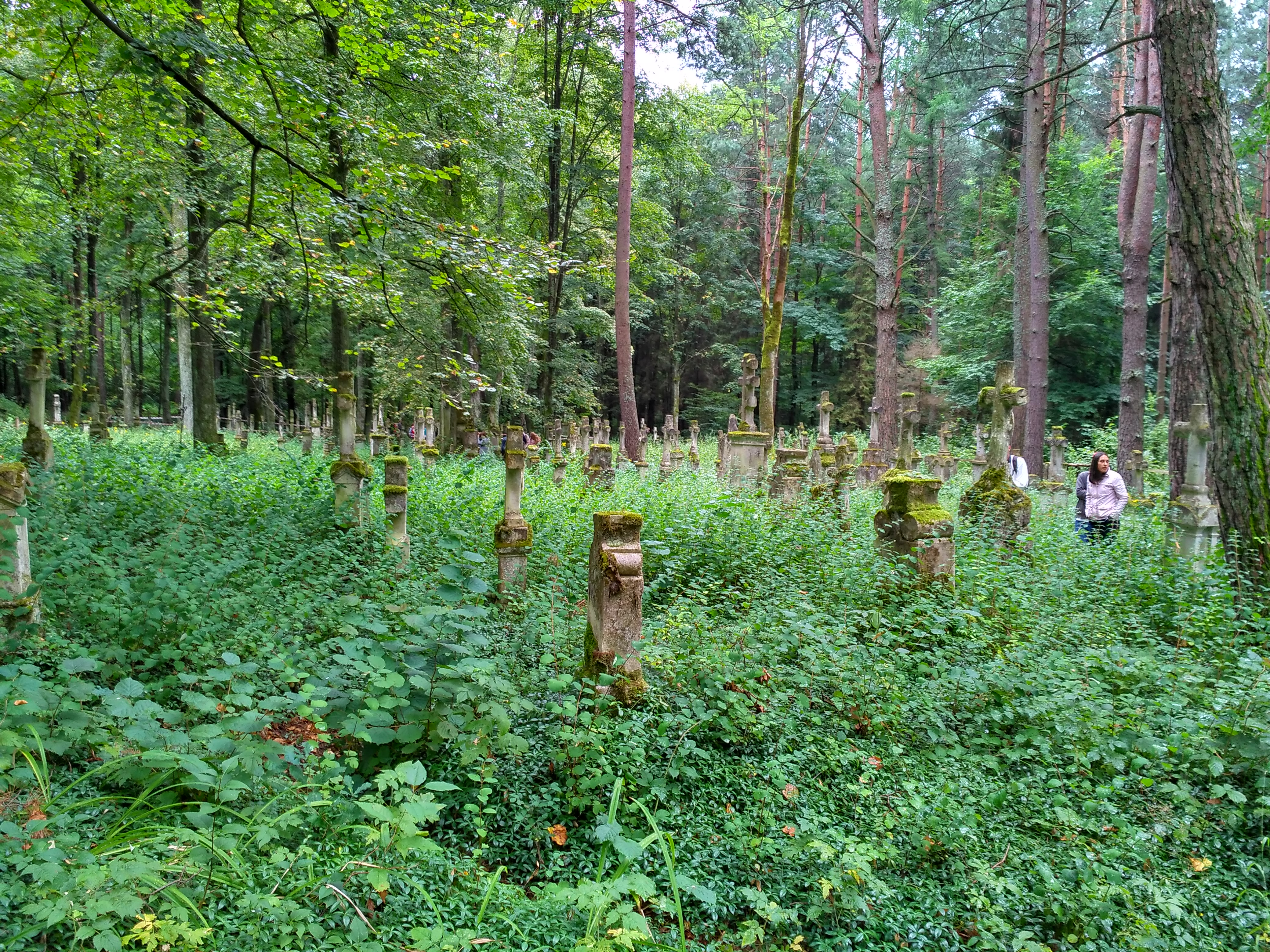
Цвинтар в Брусні Старому в серпні 2016 року

Старе Брусно — давнє українське село, перша згадка про яке датується 1444 роком. Зараз терени села знаходяться в Любачівському повіті Підкарпатського воєводства у Польщі. Від села залишився лише український цвинтар, кілька придорожніх хрестів та руїни кам'яної каплиці.

## Населення
Станом на 1 січня 1939 року у селі Нове Брусно мешкало 1310 осіб, з них: українці — 500, поляки — 750, латинники — 0, жиди — 50, німці та інші — 10; у селі Старе Брусно мешкало 1150 осіб, з них: українці — 1075, поляки — 5, латинники — 20, жиди — 50 осіб.

## Історія
Перша згадка про Брусно датується 1444 роком

У Географічному словнику Королівства Польського подається наступна інформація стосовно сіл Нове та Старе Брусно, а саме:
«Брусно Нове і Старе (з Дойчбахом) — село в повіті Чесанівському, на 12 кілометрів на схід від Чесанова, на 5 кілометрів на північ від Горинця. Лежить над потоком Бродки, околиці вкриті лісом, пісковик. Висота над рівнем моря — 191 сажень. У власності більшого села: орної землі — 438, лук і садів — 50, пасовиськ — 88, лісу — 1888, меншого села — рілля — 4592, луки та сади — 250, пасовиська — 798, ліс — 28 м. Населення римо-католицьке — 407 людей, греко-католицьке — 1000, жиди — 336, разом — 1743. Належить до римо-католицької парафії в Плазові, до греко-католицької парафії в Брусні Старім, Любачівського деканату».

### Трагічна доля села
20 вересня 1945 року село було цілковито спалене під час нападу урядового Війська Польського. Тоді загинуло 120 людей, поранено — 93. Варто додати, що у звітах ВП цей напад подається як героїчна боротьба польських жовнірів проти «банд» УПА.

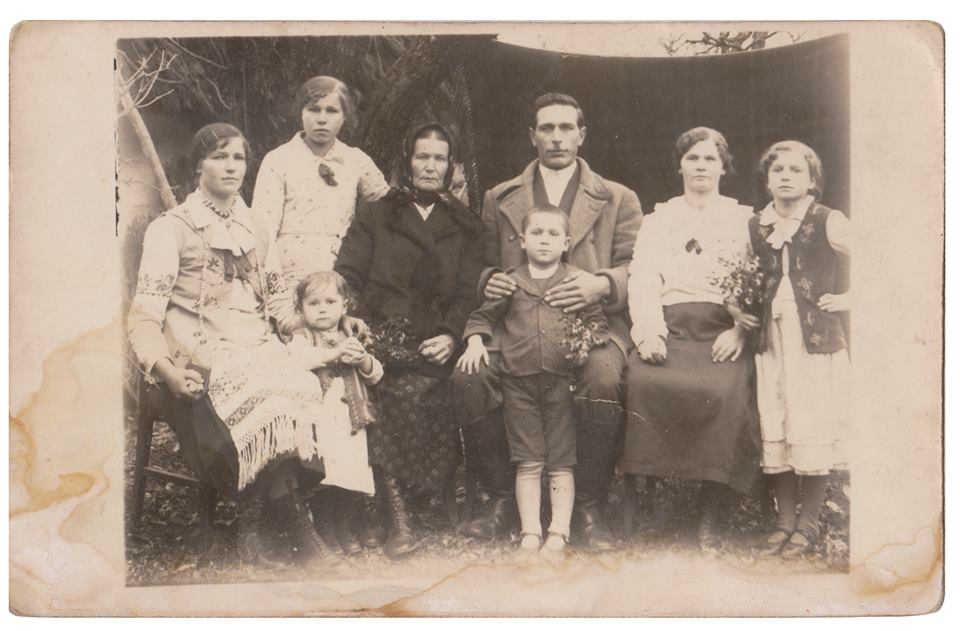
Родина Підгорецьких у Брусні Строму (1942)

Після цього в кінці грудня 1945 року з Старого Брусна та сусідніх сіл Радруж, Нове Брусно протягом двох годин без жодних документів про залишене майно до УРСР було виселено близько 460 українських сімей. Становище переселенців було настільки важким, що у вересні 1947 року вийшла спеціальна постанова Ради Міністрів УРСР № 2147 про надання їм фінансової допомоги.
Під час операції «Вісла» на північно-західні терени Польської Народної Республіки було виселено ще 160 сімей з Брусна та околиць. Таким чином українці на тих теренах залишились хіба у мішаних сім'ях та й ті боялися визнавати себе українцями, оскільки тоді їх називали зрадниками, бандитами, бандерівцями.
Рештки села після війни приєднано до сучасного с. Поляна Горинецька (до 1939 року — Дойчбах).
Брусно здавна славилося осередком майстерного каменярства. Найвідомішими сім'ями каменярів були: Любицькі, Кузневичі, Жуківці, Підгорецькі, Галабурди, Космина. Останній з бруснянських каменярів Дмитро Підгорецький-Бекас уник переселення до Радянського Союзу і залишився жити в Брусні Новому (за іншими даними — у Поляні Горинецькій).

## Відомі бруснянці
- Артимович Антін — поручник УСС і сотник УГА. Учасник боїв на Маківці. Комендант сотні Першої бригади УГА під час Чортківської офензиви.
- Григорій Кузневич (30 вересня 1871, с. Старе Брусно — 9 січня 1948, с. Ганачівка) — українській скульптор. 1893 року вступив до Львівської промислової школи, яку закінчив 1896 року. Згодом скульптор відправився за океан у США, де побував у Нью-Йорку, Клівленді, Пітсбурзі. У Філадельфії розмалював будинки «Просвіти», а разом з владикою Сотером Ортинським, який також був художником, — кафедральний собор. По закінченню першої світової війни Григорій Микитович повернувся у рідне Старе Брусно. Там для церкви він вирізьбив новий дерев'яний іконостас та розпочав розмальовувати внутрішні стіни храму, але роботу свою він так і не закінчив, бо розпочалася Друга світова війна. Все ж трохи раніше йому вдалось вималювати церкву в Чесаневі (1936 р.) та кількох інших сусідніх селах. У рідному селі Кузневич займався активною громадською діяльністю, був головою бруснянської «Просвіти», навчав молодих хлопців своєї справи. У 1947 році наприкінці життя переселений на Перемишлянщину у с. Ганачівка, де й помер у 1948 році.

Найвідоміші роботи майстра:
1. декоративна композиція для Палацу мистецтв та пам'ятник Янові Кілінському у Стрийському парку (1894 р., завершував роботу за Ю. Марковським);
2. надгробок Станиславу Щепановському на Личаківському цвинтарі (1904 p., архітектор Альфред Захаревич)[4];
3. пам'ятник Бартошу Гловацькому в Личаківському парку (1906 р., закінчував роботу за Юліаном Марковським);
4. алегоричні фігури при вході до Львівського головного залізничного вокзалу.

- о. Василь Бень (3 квітня 1895, c. Старе Брусно — 1978, м. Трускавець) — греко-католицький священик. Народився у с. Старе Брусно Чесанівського повіту, син Дмитра і Анни (Хоми). Навчався у Перемиській чоловічій гімназії (1920); Перемиській семінарії (1927). Дияконські свячення прийняв 7 листопада 1926 року, священичі — 13 березня 1927 року з рук єпископа Григорія Лакоти у катедральному соборі у Перемишлі. Помер у Трускавці, де й похований.[5]

Душпастирська праця о. Василя Беня:
1. Тиханя (Дуклянський деканат) — 1931—1936 — завідатель;
2. Опарівка (Короснянський деканат)- 1938 — самостійний сотрудник.
3. 1938 року інкардинований у Перемиську єпархію: Волосянка Велика (Розлуцький деканат) — 1940—1947 — парох.
4. Прізвище Василя Беня зустрічається у списках духовенства, «возз'єднаного» з РПЦ.
5. 1947—1959 рр — настоятель парафії в с. Нижнє Гусне Турківського району Дрогобицької області.
6. Станом на 1965 рік — настоятель парафії в с. Модричі Дрогобицького району.

- о. Микола Бень (1893—1944). Народився 8 травня 1893 року у с. Старе Брусно Чесанівського повіту в родині Андрія Беня та Розалії (Суль). Навчався у Перемиській чоловічій гімназії (1916); Львівській та Перемиській духовних семінаріях (1921). Дияконські свячення отримав 2 вересня 1923 року, священичі — 9 вересня 1923 року з рук єпископа Йосафата Коциловського у катедральному соборі в Перемишлі, одружений з Ольгою Стронською. Помер 2 січня 1944 року під час операції в одній зі львівських лікарень, а похований на Личаківському цвинтарі у Львові[5].

Душпастирська праця о. Миколи Беня:
1. Опака (Підбузький деканат) — 1923—1927 — сотрудник;
2. Рибник (Бориславський деканат) — 1927—1936 — завідатель;
3. Новий Кропивник (Бориславський деканат) — 1936 — доїждж. завідатель;
4. Бітля (Височанський деканат) — 1936—1937 — завідатель;
5. Вощаниці (Рудківський деканат) — 1937—1939 — парох;
6. Білич Долішній (Старосамбірський деканат) — 1939—1944 — завідатель;
7. У 1936 році наділений крилошанськими відзнаками.

- о. Микола Величкович (1897—1972). Народився 14 травня 1897 року у с. Старе Брусно Чесанівського повіту в родині Миколи Величковича та Терези (Пуделко). Навчався у Перемиській чоловічій гімназії (1917); Львівській та Перемиській духовних семінаріях (1923). Дияконські свячення отримав 2 вересня 1923 року, священичі — 9 вересня 1923 року з рук єпископа Йосафата Коциловського у катедральному соборі в Перемишлі, одружений. Від березня 1945 року мешкав у Ярославі. Навесні 1945 року переселений до УРСР у с. Красне Буського району Львівської області, де протягом кількох місяців служив у місцевій церкві. Помер 21 травня 1972 року[5].

Душпастирська праця о. Миколи Величковича:
1. Ярослав — 1923—1925 — сотрудник;
2. Полнятичі (Порохницький деканат) — 1925—1929 — сотрудник;
3. Рихвалд (Горлицький деканат) — 1929 — завідатель;
4. Плоске (Жукотинський деканат) — 1930—1933 — самомтійний сотрудник;
5. Звір (Підбузький деканат) — 1933—1934 — завідатель;
6. Солинка (Лупківський деканат) — 1934—1938 — завідатель;
7. Мігова (Добромильський деканат) — 1938—1941 — парох;
8. Ярослав — 1941—1943 — сотрудник;
9. Цетуля (Ярославський деканат) — 1943—1945 — завідатель;
10. 1945—1957 — настоятель парафії в с. Великий Дорошів на Жовківщині. Прізвище Михайла Величковича є у списках духовенства, «возз'єднаного» з РПЦ. Надавав допомогу підпільним священикам, зокрема, у с. Великий Дорошів.

## Сакральні споруди Брусна Старого
- Давнє «церквисько», розташоване навпроти Хомів у центрі села за річкою знаходиться гірка, а на ній невелика рівна площа. Ще до виселення у селі була легенда, що колись на ній була церква, яку спалили татари під час одного із нападів на село. Кажуть, що тоді у церкві загинула частина селян, що надіялись знайти у ній прихисток. На тому місці до наших днів збереглись три хрести, висотою до 1 метра, — це залишки давнього цвинтаря. А під гіркою напередодні 1 світової війни діти в землі відкопали давній дзвін, що був частково пошкоджений, але певний час служив ще громаді разом з іншими, новішими.
- дерев'яна церква святої Параскеви була збудована у 1580 році з доброго соснового дерева. З розповідей бруснянця Андрія Беня, які записав свого часу Антін Любицький, відомо, що рік побудови церкви був написаний над вхідними дверима, а ще у найдавніших церковних записах була згадка про побудову церкви у тому ж році. Вищезгаданий Андрій Бень кілька десятків років був церковним старостою, володів грамотою (вмів читати, писати). Простояла та церква до 1906 року. У 1906 році церковний комітет вирішив її продати, оскільки на той час вже була збудована нова, велика, мурована церква. Її купили брати Михайло та Андрій Кузневичі, розібрали і з цього матеріалу збудували школу у присілку Хмілі, туди ходили діти і з навколишніх присілків лісових, Салашів, Соханів.
- мурована церква святої Параскеви. У 1904 році громада Брусна Старого вирішила будувати нову церкву. Із громади було обрано чотирьох представників: Беня Андрія, Величковича Миколая, Величковича Михайла, Кузневича Андрія, які дали під заставу все своє майно та взяли в державному банку кредит на побудову — 50 000 корон.

Церкву, що в плані мала хрестоподібну форму, розпочали будувати у тому ж 1904 році, а закінчили — у 1906 році. Керував будовою інженер Бусько з Крупця (?). Висота храму — 33 метри, однокупольний, з великою просторою захристією, святилищем, вівтарною частиною, навою та просторими хорами, до хорів вели кам'яні сходи. Іконостас для храму в дереві виконав відомий скульптор та художник з Брусна Григорій Кузневич. Перед іконостасом стояли скульптури апостолів Петра і Павла.
Перед царськими воротами висів гарний, великий павук (світильник), який подарував господар Юрко Нестерак із присілка Солтиси. Спровадили цей світильник аж з Відня, а коштував він 200 корон. На підлозі з білої та червоної плитки були викладені орнаменти — квіти, а дах був критий бляхою. Селяни вчасно встигли виплатити кредит.
У 1950-х роках (ймовірно у 1956—1958 роках) люди із навколишніх сіл розібрали церкву разом із фундаментами. Зараз від неї залишилися лише невеликі вали від фундаменту, що ледь виступають над землею. Недалеко від цього місця зберігаються 2 пам'ятники гарної різьби:
- Пам'ятник першої парафіяльної місії, встановлений у 1925 році на місці старої церкви 1906 р.;
- Пам'ятник Володимирові Великому на честь 950-річчя Хрещення Руси-України (1938 р.).

Вищезгаданий світильник-павук та, ймовірно, скульптури апостолів Петра і Павла зараз знаходиться у костелі в Новому Брусні.
- Дерев'яна дзвіниця. Біля церкви стояла висока дерев'яна дзвіниця, у ній було 5 дзвонів. У часі 1 світової війни влада Австрії забирала дзвони та переплавляла їх на зброю. З бруснівської дзвіниці було забрано тоді 4 дзвони, серед них і найстарший, який відшукали місцеві діти кілька років до того. Збережений дзвін у 1908 році мав близько 300 років, фактично був відлитий у часі побудови старої церкви. Він зберігався аж до депортації українців та знищення села, тобто до 1947 року. Зараз його доля невідома.

## Списки депортованих сімей (оновлюється)
Осіли у с. Підгайчики (Золочівський район, Львівська область)
| № | Прізвище     | Ім'я                            | Відношення до голови сім'ї | Стать | Дата народження  | Національність | Освіченість  | Примітки                                                                                     |
| 1 | Бумбар       | Юрко (Юрій) Петрович            | Чоловік (голова сім'ї)     | Чол.  | 4.1907           | українець      | Читає, пише  | Скульптор, різьбив по каменю                                                                 |
|   |              | Катерина Дмитрівна              | Дружина                    | Жін.  | 10.1921          | українка       | Читає, пише  |                                                                                              |
|   |              | Ксеня Прокопівна                | Мати                       | Жін.  | 9.1871           | українка       | Не грамотна  |                                                                                              |
|   |              | Марія Юріївна                   | Дочка                      | Жін.  | 11.1943          | українка       | Читає, пише  |                                                                                              |
|   |              | Володимир Юрійович              | Син                        | Чол.  | 4.1947           | українець      |              |                                                                                              |
| 2 | Дусь         | Анастазія Пилипівна (Хміль)     | Дружина (голова сім'ї)     | Жін.  | 6.1886           | українка       | Читає, пише  |                                                                                              |
|   |              | Анна Іванівна                   | Дочка                      | Жін.  | 12.1924          | Українка       | Читає, пише  |                                                                                              |
|   |              | Марія Іванівна                  | Дочка                      | Жін.  | 3.1927           | Українка       | Читає, пише  |                                                                                              |
|   |              | Михайло Григорович              | Брат чоловіка              | Чол.  | 1904             | Українець      | Читає, пише  |                                                                                              |
|   |              | Лис Юрій (Андрій) Володимирович |                            | Чол.  | 16.3.1948        | Українець      | Читає, пише  | Син Ольги Лис, дочки Федора Лиса з Брусна, народжений на засланні. Виховувався у сім'ї Дусів |
| 3 | Жуковець     | Іван Олексійович                | Чоловік (голова сім'ї)     | Чол.  | 1907             | Українець      | Не грамотний |                                                                                              |
|   |              | Марія Григорівна (Підгорецька)  | Дружина                    | Жін.  | 1918             | Українка       | Читає, пише  |                                                                                              |
|   |              | Підгорецька Анна Петрівна       | Дочка                      | Жін.  | 1941 (5.12.1940) | Українка       | Читає, пише  |                                                                                              |
|   | Жуковець     | Анна Олексіївна                 | Сестра                     | Жін.  | 1919             | Українка       | Читає, пише  |                                                                                              |
|   |              | Емілія                          | Дочка сестри               | Жін   | 1942             | Українка       | Читає, пише  |                                                                                              |
| 4 | Іляшевич     | Олекса Дмитрович                | Чоловік (голова сім'ї)     | Чол.  | 3.1908           | Українець      | Читає, пише  |                                                                                              |
|   |              | Марія Іванівна                  | Дружина                    | Жін.  | 1918             | Українка       | Читає, пише  |                                                                                              |
|   |              | Дарія Олексіївна                | Дочка                      | Жін.  | 7.1945           | Українка       | Читає, пише  |                                                                                              |
|   |              | Ярослава Олексіївна             | Дочка                      | Жін.  | 8.8.1952         | Українка       |              |                                                                                              |
| 5 | Підгорецький | Петро Григорович                | Чоловік (голова сім'ї)     | Чол.  | 1900             | Українець      | Читає, пише  |                                                                                              |
|   |              | Юлія Василівна (Шевчик)         | Дружина                    | Жін.  | 1904             | Україна        | Читає, пише  |                                                                                              |
|   |              | Марія Григорівна                | Дочка                      | Жін.  | 1927             | Українка       | Читає, пише  |                                                                                              |
|   |              | Петро Григорович                | Син                        | Чол.  | 1932             | Українець      | Читає, пише  |                                                                                              |
|   |              | Марія Дмитрівна                 | Внука                      | Жін   | 14.9.1954        | Українка       | Читає, пише  |                                                                                              |
| 6 | Левчанин     | Стефан Михайлович               | Чоловік (Голова сім'ї)     | Чол.  | 1888 (1918?)     | Українець      | Читає, пише  |                                                                                              |
|   |              | Анна Андріївна                  | Дружина                    | Жін.  | 1910             | Українець      | Читає, пише  |                                                                                              |
|   |              | Марія Стефанівна                | Дочка                      | Жін.  | 1942             | Українка       | Читає, пише  |                                                                                              |
| 7 | Бумбар       |                                 |                            |       |                  |                |              |                                                                                              |
| 8 | Лис          | Федір                           | Чоловік (Голова сім'ї)     | Чол.  |                  | Українець      |              |                                                                                              |
|   |              |                                 | Дружина                    | Жін.  |                  | Українка       |              |                                                                                              |
|   |              | Ольга Федорівна (Перепічка)     | Дочка                      | Жін.  | 1.7.1927         | Українка       |              | 19.10.2006 — померла                                                                         |
|   |              | Стефанія Федорівна (Гузьо)      | Дочка                      | Жін.  | 1930             | Українка       |              | 2000 — померла                                                                               |
| 9 | Гелюс        | Андрій                          | Чоловік (Голова сім'ї)     | Чол.  |                  | Українець      |              | Дяк                                                                                          |
|   |              | Христина                        | Дружина                    | Жін.  |                  | Українець      |              |                                                                                              |

Осіли у с.Ганачівка (Перемишлянський район, Львівська область)
| №  | Прізвище  | Ім'я                  | Відношення до голови сім'ї | Стать | Дата народження | Національність | Грамотність | Примітки                      |
| 1  | Кузневич  | Григорій Микитович    | Чоловік (Голова сім'ї)     | Чол.  | 30.09.1871      | українець      | Читає, пише | Скульптор, помер 9 січня 1948 |
| 2  | Кузневич  | Андрій Микитович      | Чоловік (Голова сім'ї)     | Чол.  | 1873            | Українець      |             | Помер — 1952                  |
| 3  | Кузневич  | Микола Андрійович     | Чоловік (Голова сім'ї)     | Чол.  | 1.02.1902       | Українець      |             | Помер — 24.06.1993            |
|    |           | Марія Петрівна        | Дружина                    | Жін.  | 28.05.1914      | Українка       |             | Померла — 20.05.1994          |
|    |           | Володимир Миколайович | Син                        | Чол.  | 22.01.1939      | Українець      |             | Помер — 28.03.2008            |
| 4  | Кузневич  | Ольга (з Черневичів)  | Дружина                    | Жін.  | 1882            | Українка       |             | Померла — 1958                |
| 5  | Кузневич  | Василь                | Чоловік (Голова сім'ї)     | Чол.  | 1896            | Українець      |             | Помер — 1962                  |
|    |           | Ева                   | Дружина                    | Жін.  | 1894            | Українець      |             | Померла — 1961                |
| 6  | Хміль     | Василь                | Чоловік (Голова сім'ї)     | Чол.  | 1900            | Українець      |             | Помер — 1971                  |
|    |           | Анастазія             | Дружина                    | Жін   | 1900            | Українка       |             | Померла — 1950                |
|    |           | Василь Васильович     | Син                        | Чол   | 12.7.1925       | Українець      |             | Помер — 10.12.1995            |
| 7  | Хміль     | Григорій Іванович     | Чоловік (Голова сім'ї)     | Чол.  | 1892            | Українець      |             | Помер — 1960                  |
|    |           | Марія Андріївна       | Дружина                    | Жін.  | 1895            | Українка       |             | Померла — 1982                |
|    |           | Володимир Григорович  | Син                        | Чол.  | 2.02.1929       | Українець      |             | Помер — 11.01.2003            |
| 8  | Середа    | Микола                | Чоловік (Голова сім'ї)     | Чол.  | 12.1893         | Українець      |             | Помер — 7.1965                |
|    |           | Парасковія            | Дружина                    | Жін.  | 10.1898         | Українка       |             | Померла — 12.1893             |
|    |           | Михайло Миколайович   | Син                        | Чол.  | 2.10.1924       | Українець      |             | Помер — 31.07.2007            |
|    |           | Юлія Гаврилівна       | Невістка                   | Жін.  | 6.02.1928       | Українка       |             | Померла — 17.08.2013          |
| 9  | Башнянин  | Олекса                | Чоловік (Голова сім'ї)     | Чол   | 1903            | Українець      |             | Помер — 1967                  |
|    |           | Ярослав Олексійович   | Син                        |       | 5.02. 1937      | Українець      |             | Помер — 26.09.2008            |
| 10 | Хміль     | Стефанія Андріївна    |                            | Жін.  | 1.07.1930       | Українка       |             | Померла — 9.11.2009           |
| 11 | Хміль     | Олекса                |                            | Чол.  | 1936            | Українець      |             | Загинув 1967 в Олеську        |
| 12 | Суль      | Дмитро                | Чоловік (Голова сім'ї)     | Чол.  | 1906            | Українець      |             | Помер — 1979                  |
|    |           | Анна                  | Дружина                    | Жін.  | 1908            | Українка       |             | Померла — 1979                |
| 13 | Шевчук    | Олена Григорівна      |                            | Жін.  | 5.05.1896       | Українка       |             | Померлп — 29.01.1983          |
| 14 | Гриців    | Федір                 | Чоловік (Голова сім'ї)     | Чол.  | 15.02.1901      | Українець      |             | Помер — 22.12.1986            |
|    |           | Марія Стефанівна      | Дружина                    | Жін.  | 1905            | Українка       |             | Померла — 2003                |
|    |           | Володимир Федорович   | Син                        | Чол.  | 23.04.1947      | Українець      |             | Помер — 7.11.2006             |
| 15 | Галабурда | Олексій Лукович       | Чоловік (Голова сім'ї)     | Чол.  | 25.05.1903      | Українець      |             | Помер — 11.08.1988            |
|    |           | Катерина Семенівна    | Дружина                    | Жін.  | 7.12.1911       | Українка       |             | Померла — 1.01.1992           |
| 16 | Шевчук    | Михайло Дмитрович     |                            | Чол.  | 15.11.1942      | Українець      |             | Помер — 25.07.2005            |
| 17 | Приведа   | Михайло Дмитрович     | Чоловік                    | Чол   | 1927            | Українець      |             | Помер — 1998                  |
|    |           | Параскевія Михайлівна | Дружина                    | Жін.  | 1929            | Українка       |             | Померла — 2011                |
| 18 | Хміль     | Анна Михайлівна       |                            | Жін   | 13.01.1901      | Українка       |             | Померла — 25.12.2000          |
| 19 | Космина   | Христина Іванівна     |                            | Жін.  | 26.02.1919      | Українка       |             | Померла — 19.03.2002          |
| 20 | Грабець   | Григорій Іванович     | Чоловік (Голова сім'Ї)     | Чол.  | 1862            | Українець      |             | Помер - 19..                  |
| 21 | Грабець   | Катерина Григорівна   | Дочка                      | Жін.  | 1910            | Українка       |             | Померла - 1983                |
| 22 | Грабець   | Варвара Іванівна      | Онучка                     | Жін.  | 1931            | Українка       |             | Померла - 1993                |
| 23 | Грабець   | Марія Іванівна        | Онучка                     | Жін.  | 1937            | Українка       |             | Померла - 2017                |

## Борці за волю України (пов'язані з Брусном)
| № | Прізвище та ім'я          | Місце народження — смерті                                 | Роки життя                      | Звання                   | Підрозділ | Примітки |
| - | ------------------------- | --------------------------------------------------------- | ------------------------------- | ------------------------ | --------- | --- |
| 1 | «Бідота» Біль Роман       | с. Брусно (?) — гміна Горинець-Здруй Любачівського повіту | 8 серпня 1927 — 11 вересня 1947 | Стрілець                 | Месники-3 | Син Івана та Марії. Проживав у селі Гораєць. Схоплений солдатами ВП і 29 серпня 1947 р. в Ряшеві засуджений до смертної кари. Там же страчений.        |
| 2 | «Громовий» Гриців Юрій    | с. Брусно Старе Любачівського повіту                      | 1911 — 4 квітня 1946            | Стрілець                 | Месники   | Закінчив 4 класи початкової школи. Рільник. Загинув у бою з військами НКВД у лісі біля Горайця Любачівського повіту. Похований в селі Гораєць.         |
| 3 | «Когут» Кузик Петро       | с. Брусно Нове Любачівського повіту                       | 25 червня 1925 — 8 квітня 1945  | Стрілець                 | Месники-1 | Закінчив 4 класи початкової школи. В лавах УПА з квітня 1944 р. Загинув у бою під час акції на с. В'язівницю. Місце поховання не встановлене.          |
| 4 | «Кіс» Молодовець Григорій | с. Брусно (?) Любачівського повіту                        | 1 жовтня 1922 — 17 жовтня 1947  | Стрілець, кулеметник     | Месники-2 | Син Михайла. В лавах УПА з весни 1944 р. Схоплений солдатами ВП. 25 липня 1947 р. в Ряшеві засуджений до смертної кари. Там же страчений.              |
| 5 | «Шум» Шумський Микола     | с. Цівків Любачівського повіту                            | 1922 — (?).10.1945              | Стрілець                 | Месники-2 | В лавах УПА з осені 1944 р. Загинув у бою з солдатами ВП біля с. Брусно Любачівського повіту.                                                          |
| 6 | «Яцко» Ярема Дмитро       | с. Брусно Старе Любачівського повіту                      | 6 липня 1926 — 2 березня 1945   | Стрілець, боєць 1-ї чоти | Месники-2 | В лавах УПА з 1 лютого 1945 року. Загинув у бою із спецвідділом НКВД у с. Мриглоди Томашівського повіту. Похований у с. Монастир Любачівського повіту. |
| 7 | «Верес»                   |                                                           | 1923 — (?).05.1946              | Стрілець                 | Месники-2 | В лавах УПА з осені 1944 року. Загинув у бою із спецвідділом НКВД біля с. Брусно Любачівського повіту.                                                 |